# Mazerulles
Mazerulles est une commune française située dans le département de Meurthe-et-Moselle en région Grand Est.

## Géographie
Mazerulles est située à 17 km au nord-est de Nancy sur la RN 74, à 13 km de Château-Salins, 3 km de Moncel-sur-Seille, 2,5 km de Sornéville et Champenoux, et 3,5 km de Brin-sur-Seille. Mazerulles est une petite commune de 260 habitants dont la surface n'excède pas 617 hectares, bien que, depuis 2004, son patrimoine s'est enrichi de 41 hectares 85 ares de forêt qui ont été donnés à la commune.
Le territoire de la commune est limitrophe de 6 communes.
| Brin-sur-Seille |                        | Moncel-sur-Seille |
| Amance          | Mazerulles             |                   |
| Champenoux      | Erbéviller-sur-Amezule | Sornéville        |

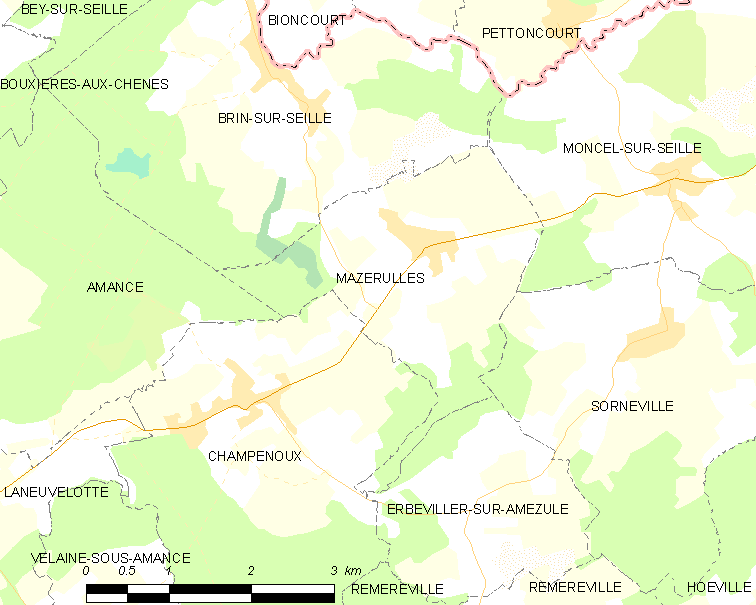
Carte de la commune.
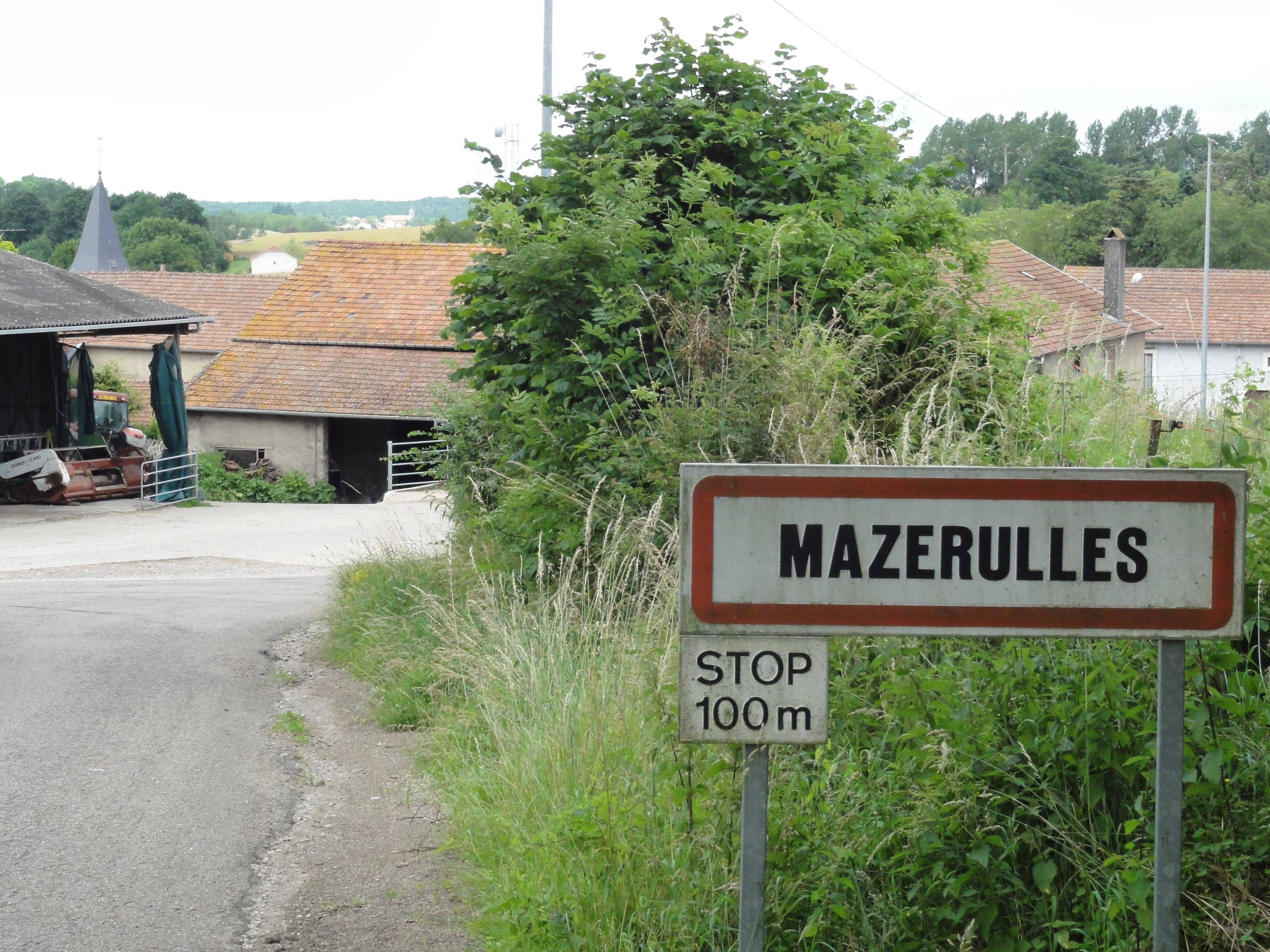
Entrée de Mazerulles.

### Hydrographie
La commune est dans le bassin versant du Rhin au sein du bassin Rhin-Meuse. Elle est drainée par l'Amezule et le ruisseau Mazerulles,.
L'Amezule, d'une longueur de 19 km, prend sa source dans la commune de Erbéviller-sur-Amezule et se jette  dans la Meurthe à Champigneulles, après avoir traversé douze communes. 

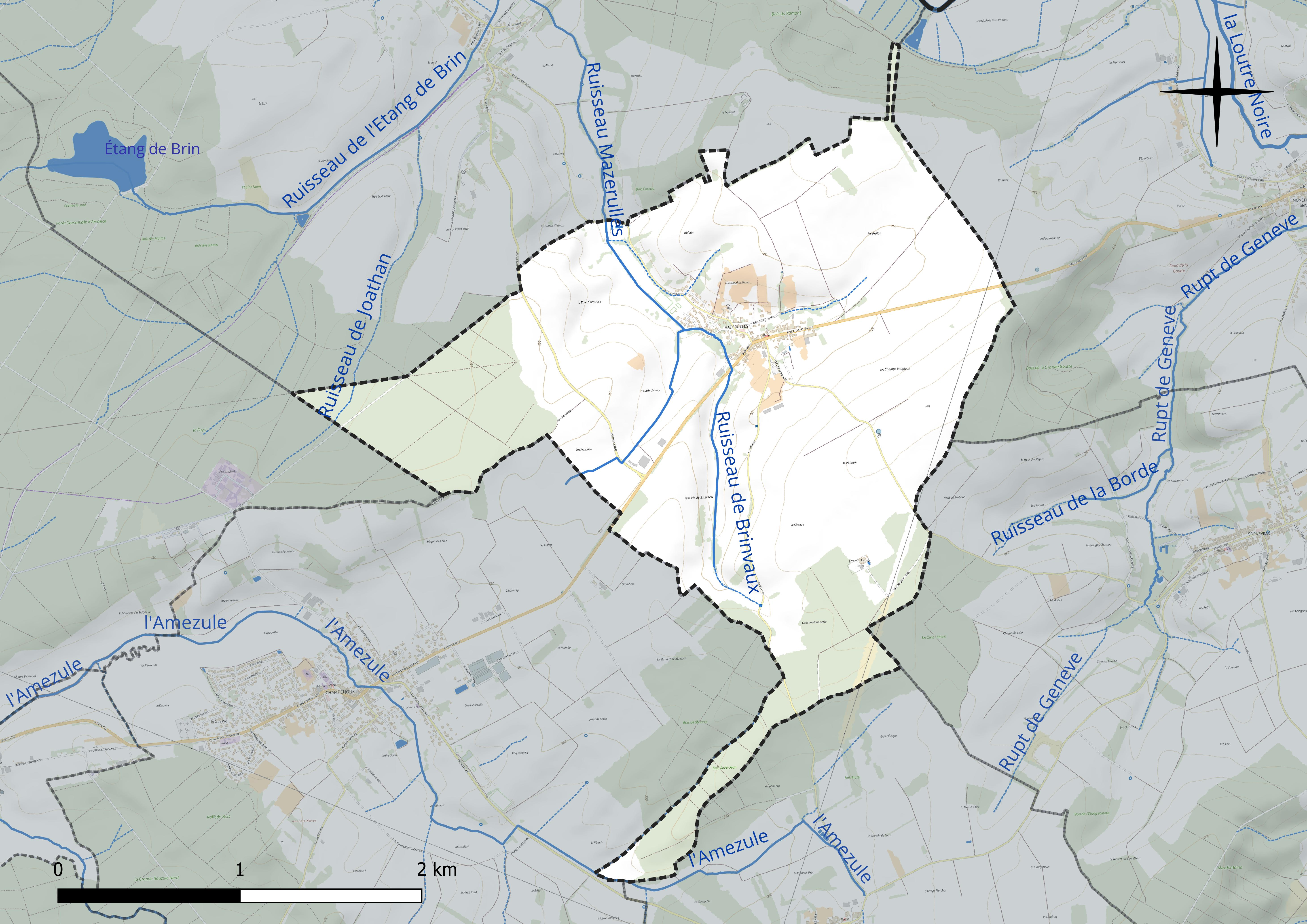
Réseau hydrographique de Mazerulles.

### Climat
Pour des articles plus généraux, voir Climat du Grand Est et Climat de Meurthe-et-Moselle.
En 2010, le climat de la commune est de type climat des marges montargnardes, selon une étude du Centre national de la recherche scientifique s'appuyant sur une série de données couvrant la période 1971-2000. En 2020, Météo-France publie une typologie des climats de la France métropolitaine dans laquelle la commune est exposée à un climat semi-continental et est dans la région climatique  Lorraine, plateau de Langres, Morvan, caractérisée par un hiver rude (1,5 °C), des vents modérés et des brouillards fréquents en automne et hiver. 
Pour la période 1971-2000, la température annuelle moyenne est de 9,6 °C, avec une amplitude thermique annuelle de 16,9 °C. Le cumul annuel moyen de précipitations est de 788 mm, avec 11,6 jours de précipitations en janvier et 9,4 jours en juillet. Pour la période 1991-2020, la température moyenne annuelle observée sur la station météorologique de Météo-France la plus proche, « Nancy-Essey », sur la commune de Tomblaine à 15 km à vol d'oiseau, est de 11,0 °C et le cumul annuel moyen de précipitations est de 746,3 mm. 
La température maximale relevée sur cette station est de 40,1 °C, atteinte le 24 juillet 2019 ; la température minimale est de −24,8 °C, atteinte le 21 février 1956,,. 
Les paramètres climatiques de la commune ont été estimés pour le milieu du siècle (2041-2070) selon différents scénarios d'émission de gaz à effet de serre à partir des nouvelles projections climatiques de référence DRIAS-2020. Ils sont consultables sur un site dédié publié par Météo-France en novembre 2022.

## Urbanisme

### Typologie
Au 1er janvier 2024, Mazerulles est catégorisée commune rurale à habitat dispersé, selon la nouvelle grille communale de densité à sept niveaux définie par l'Insee en 2022.
Elle est située hors unité urbaine. Par ailleurs la commune fait partie de l'aire d'attraction de Nancy, dont elle est une commune de la couronne,. Cette aire, qui regroupe 353 communes, est catégorisée dans les aires de 200 000 à moins de 700 000 habitants,.

### Occupation des sols
L'occupation des sols de la commune, telle qu'elle ressort de la base de données européenne d’occupation biophysique des sols Corine Land Cover (CLC), est marquée par l'importance des territoires agricoles (72,9 % en 2018), une proportion identique à celle de 1990 (72,9 %). La répartition détaillée en 2018 est la suivante : terres arables (38,2 %), prairies (34,1 %), forêts (22,3 %), zones urbanisées (4,9 %), zones agricoles hétérogènes (0,6 %). L'évolution de l’occupation des sols de la commune et de ses infrastructures peut être observée sur les différentes représentations cartographiques du territoire : la carte de Cassini (XVIIIe siècle), la carte d'état-major (1820-1866) et les cartes ou photos aériennes de l'IGN pour la période actuelle (1950 à aujourd'hui).

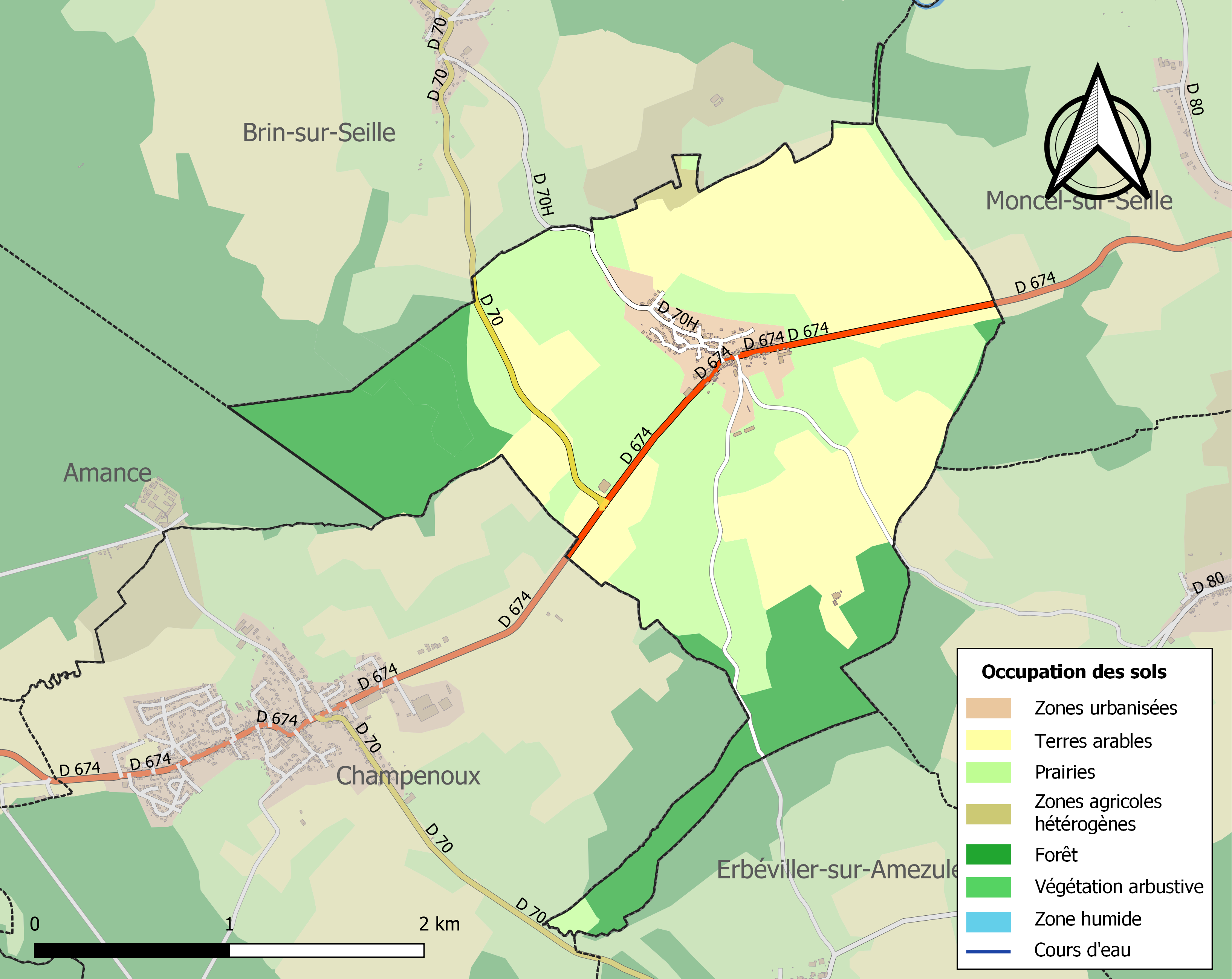
Carte des infrastructures et de l'occupation des sols de la commune en 2018 (CLC).

## Toponymie
Évolution de la graphie : Maseriolœ en 1127 et 1168 (chapitre de Flavigny), Bancelinus de Maseroles en 1210 ; Maizeruelles en 1283 (chapitre de l'ordre de Malte) ; Domus Hospitaliorum de Mazeruelles en 1402 ; Mazeruelles-dessous-Amance en 1411 (chapitre d'Amance) ; Maizeruelle en 1477 (domaine d'Amance) ; Mazereulles en 1492 ; Mazerulles en 1550 ; Mazelure en 1594 ; Mezereulle en 1595 ; Maixereulle en 1600 ; Mazereulle et Mazaruelles en 1658 (chapitre de l'ordre de Malte). 
Selon les étymologistes Gröler, Lebel, Collin, Dauzat/rostaing, Nègre et Schmitt, l'étymon aurait initialement signifié mur en pierres ou reconstruit sur des ruines de pierres.

### Patronyme
Le nobiliaire de Lorraine et Barrois mentionne plusieurs patronymes Mazerulles.

## Histoire
Une charte de Renaud, évêque de Toul, de l'an 1110, portant confirmation des biens de l'abbaye de Saint-Epvre de la même ville, mentionne la donation qui avait été faite à cette abbaye par  Bencelin, chevalier de Mazerules (de Maccroles), de tout ce qu'il avait au village de Champenoux.
Un titre de 1479 fait mention d'une ferme que les dames Pécheresses de Nancy possédaient à Mazerules. Le 2 décembre 1612, Jean Peletier, commissaire des salpêtres au duché de Lorraine, donne ses reversales à cause d'ascensement à lui fait de 25 arpents et trois quarts de bois sis au ban de Mazerules. Par lettre patentes du 28 mars 1618, le duc Henri confirme le traité passé, en 1283, entre le duc Ferry et le commandeur de Saint Jean touchant les droits de moyenne et basse justice donnés audit seigneur commandeur du village de Mazeruelle. En 1712, la communauté est composée d'environ 30 habitants.
C'est une ancienne commune du canton de Château-Salins. Restée française en 1871, elle a été rattachée au canton de Nancy-Est ainsi que les communes de Moncel-sur-Seille et Sornéville.

### Le moulin
Il a existé un moulin sur le territoire de Mazerulles. Il était situé à environ 1500 mètres en direction de brin-sur-Seille. 

### Les Hospitaliers
En 1283, les frères de la maison (commanderie) de Robécourt et de celle de Saint-Jean du Vieil Aître près de Nancy, abandonnent au duc de Lorraine Ferry III quatre livrées de terre à toulois qu'ils avaient sur la saline de Rosières et sur les rentes et issues de Fléville, et ce prince leur donne en échange « touz les homes et toutes les femes avec lour tenemens », qu'il y a en la ville de Maizerueles, se réservant la garde, la haute justice, etc. (ordre de Saint-Jean de Jérusalem).

### Première Guerre mondiale
Lors de la Bataille du Grand-Couronné, Mazerulles fut pillé par les Allemands. La population fut déportée mais la retraite des troupes ennemies les obligea à abandonner les otages à Moncel-sur-Seille. Quarante-six maisons furent incendiées lors de ces événements.

## Politique et administration
| Période                                  | Période                   | Identité                                       | Étiquette | Qualité                       |
| ---------------------------------------- | ------------------------- | ---------------------------------------------- | --------- | ----------------------------- |
| Les données manquantes sont à compléter. |                           |                                                |           |                               |
| avant 1988                               | ?                         | Albert Frédéric                                | DVD       |                               |
| mars 2001                                | mars 2014                 | José Glacet                                    |           |                               |
| mars 2014                                | En cours (au 25 mai 2020) | Franck Diedler, Réélu pour le mandat 2020-2026 |           | Cadre de la fonction publique |

## Population et société

### Démographie

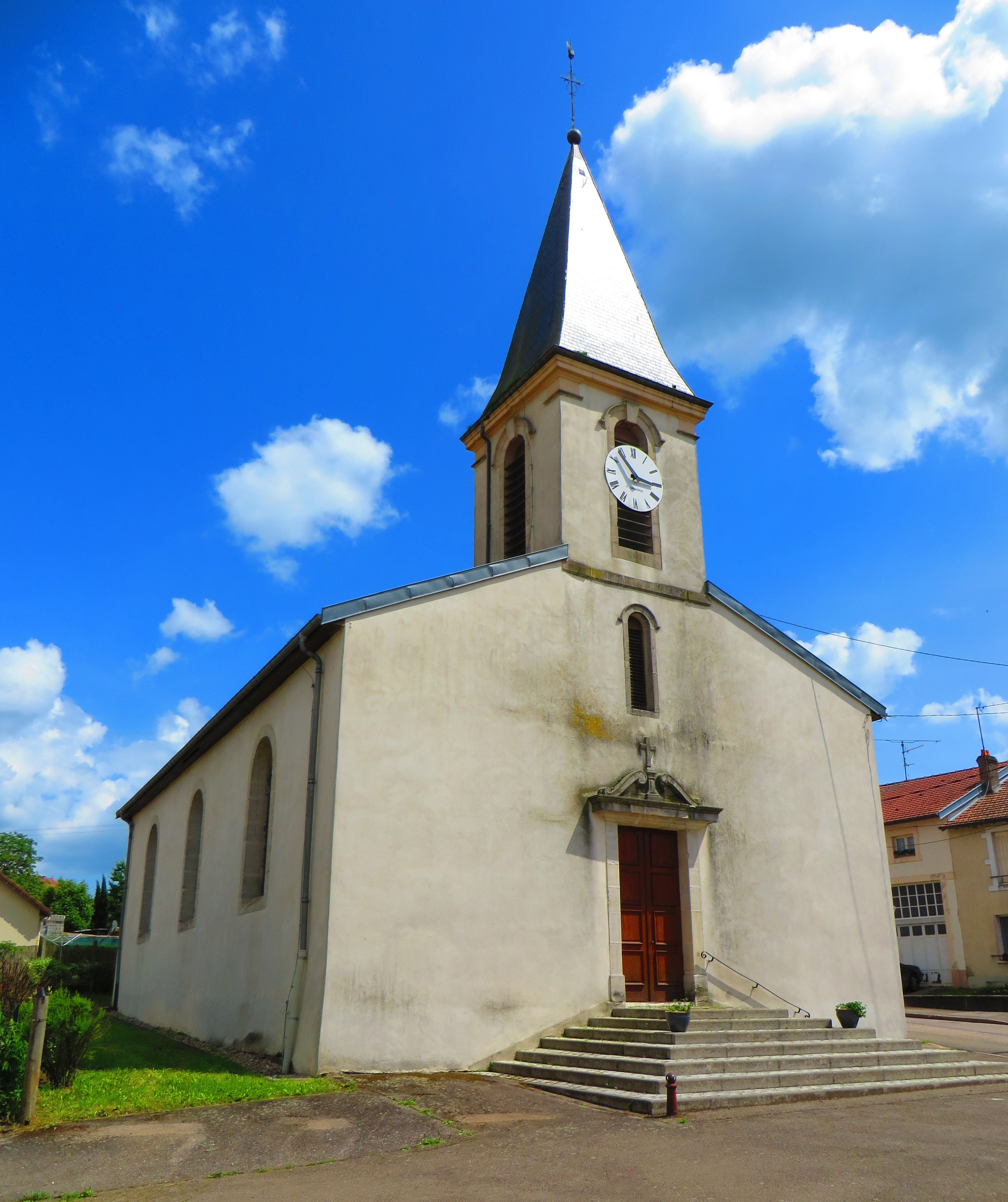
Église de la Sainte-Croix.

L'évolution du nombre d'habitants est connue à travers les recensements de la population effectués dans la commune depuis 1793. Pour les communes de moins de 10 000 habitants, une enquête de recensement portant sur toute la population est réalisée tous les cinq ans, les populations de référence des années intermédiaires étant quant à elles estimées par interpolation ou extrapolation. Pour la commune, le premier recensement exhaustif entrant dans le cadre du nouveau dispositif a été réalisé en 2008.

En 2022, la commune comptait 285 habitants, en évolution de +5,95 % par rapport à 2016 (Meurthe-et-Moselle : −0,13 %, France hors Mayotte : +2,11 %).
| 1793 | 1800 | 1806 | 1821 | 1831 | 1836 | 1841 | 1846 | 1851 |
| ---- | ---- | ---- | ---- | ---- | ---- | ---- | ---- | ---- |
| 271  | 282  | 351  | 342  | 340  | 394  | 408  | 409  | 401  |

| 1856 | 1861 | 1872 | 1876 | 1881 | 1886 | 1891 | 1896 | 1901 |
| ---- | ---- | ---- | ---- | ---- | ---- | ---- | ---- | ---- |
| 356  | 326  | 380  | 344  | 300  | 295  | 258  | 259  | 256  |

| 1906 | 1911 | 1921 | 1926 | 1931 | 1936 | 1946 | 1954 | 1962 |
| ---- | ---- | ---- | ---- | ---- | ---- | ---- | ---- | ---- |
| 255  | 245  | 168  | 155  | 153  | 149  | 155  | 144  | 155  |

| 1968 | 1975 | 1982 | 1990 | 1999 | 2006 | 2008 | 2013 | 2018 |
| ---- | ---- | ---- | ---- | ---- | ---- | ---- | ---- | ---- |
| 150  | 161  | 264  | 272  | 260  | 248  | 245  | 260  | 274  |

| 2022 | - | - | - | - | - | - | - | - |
| ---- | - | - | - | - | - | - | - | - |
| 285  | - | - | - | - | - | - | - | - |

## Culture locale et patrimoine

### Folklore
Au XIXe siècle on publia un conte lorrain intitulé le pendu de Mazerulles selon lequel, les filles de Mazerulles étaient affreusement laides. Toujours selon le même ouvrage, on aurait proposé la grâce à un condamné à mort s'il acceptait d'épouser l'une des filles de la localité.  Mais après avoir vu défiler devant lui les filles à marier, le condamné ne put se résoudre à un quelconque mariage et fini par dire à son bourreau dans la langue locale : tire me ha (tire moi haut) ce qui signifiait : pendez-moi ! À noter que l'on racontait exactement la même histoire à propos des filles de Colombey-les-Belles et de celles de Gremecey.  

#### Sobriquet
Dans la langue locale, Mazerulles se prononçait Mailhhelure et ses habitants étaient surnommés  les sauyes (les soies de porc),,.  

### Lieux et monuments
- Église de la Sainte-Croix.XVIIIe, restaurée XIXe.
- Monument aux morts.
- Croix de chemin.
- Statue de la Vierge.

### Personnalités liées à la commune

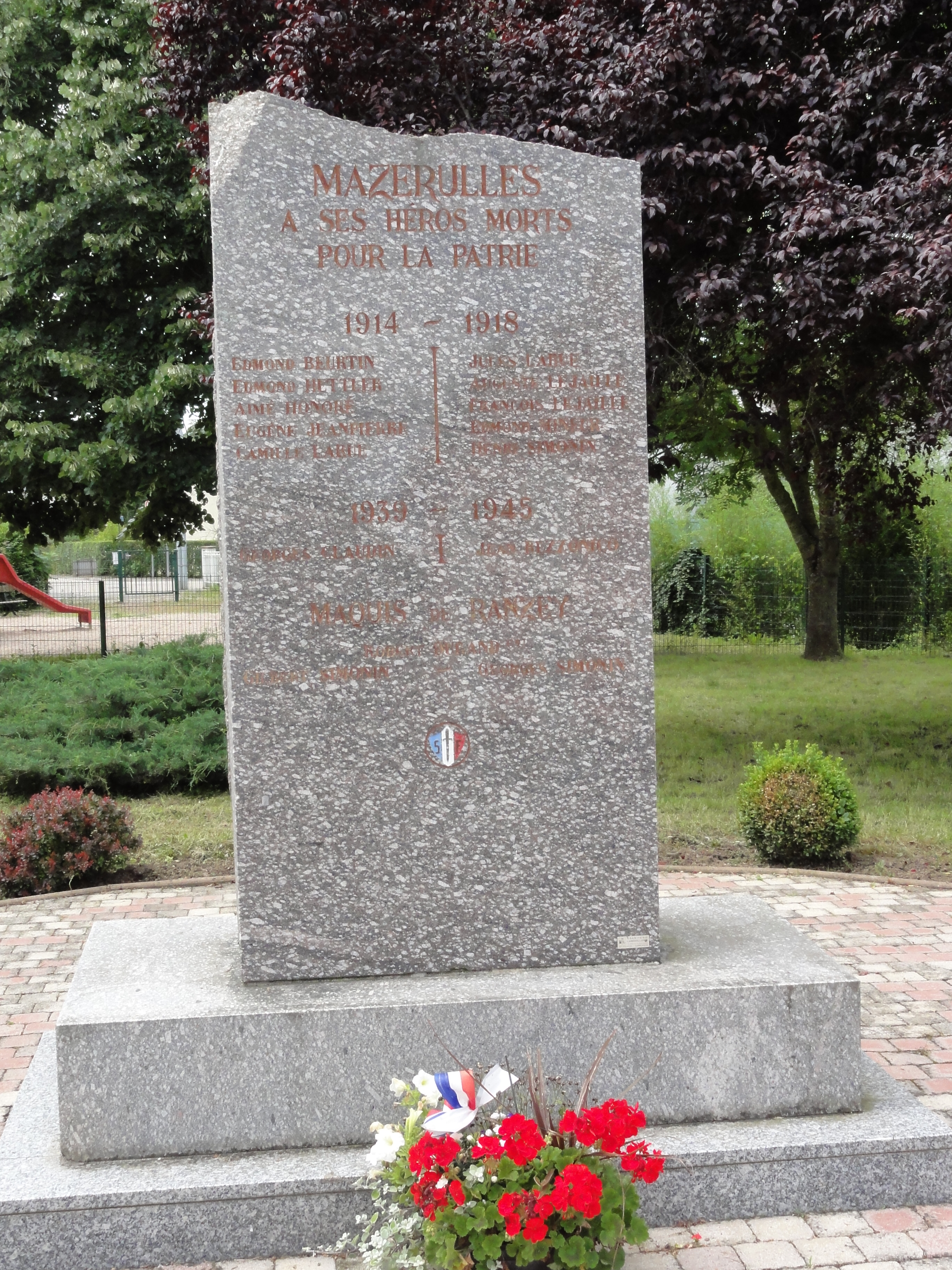
Monument aux morts.
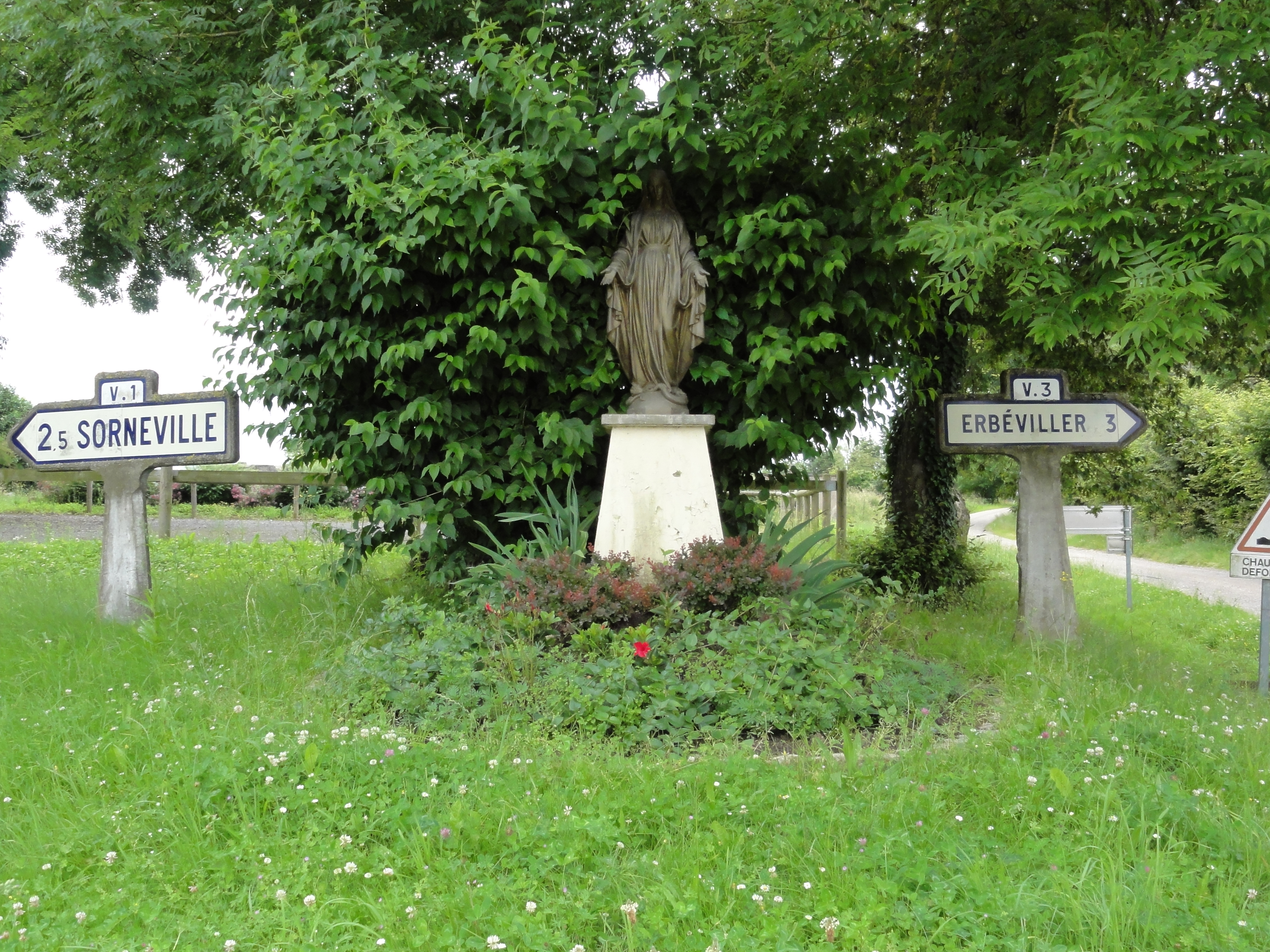
Statue de la Vierge.
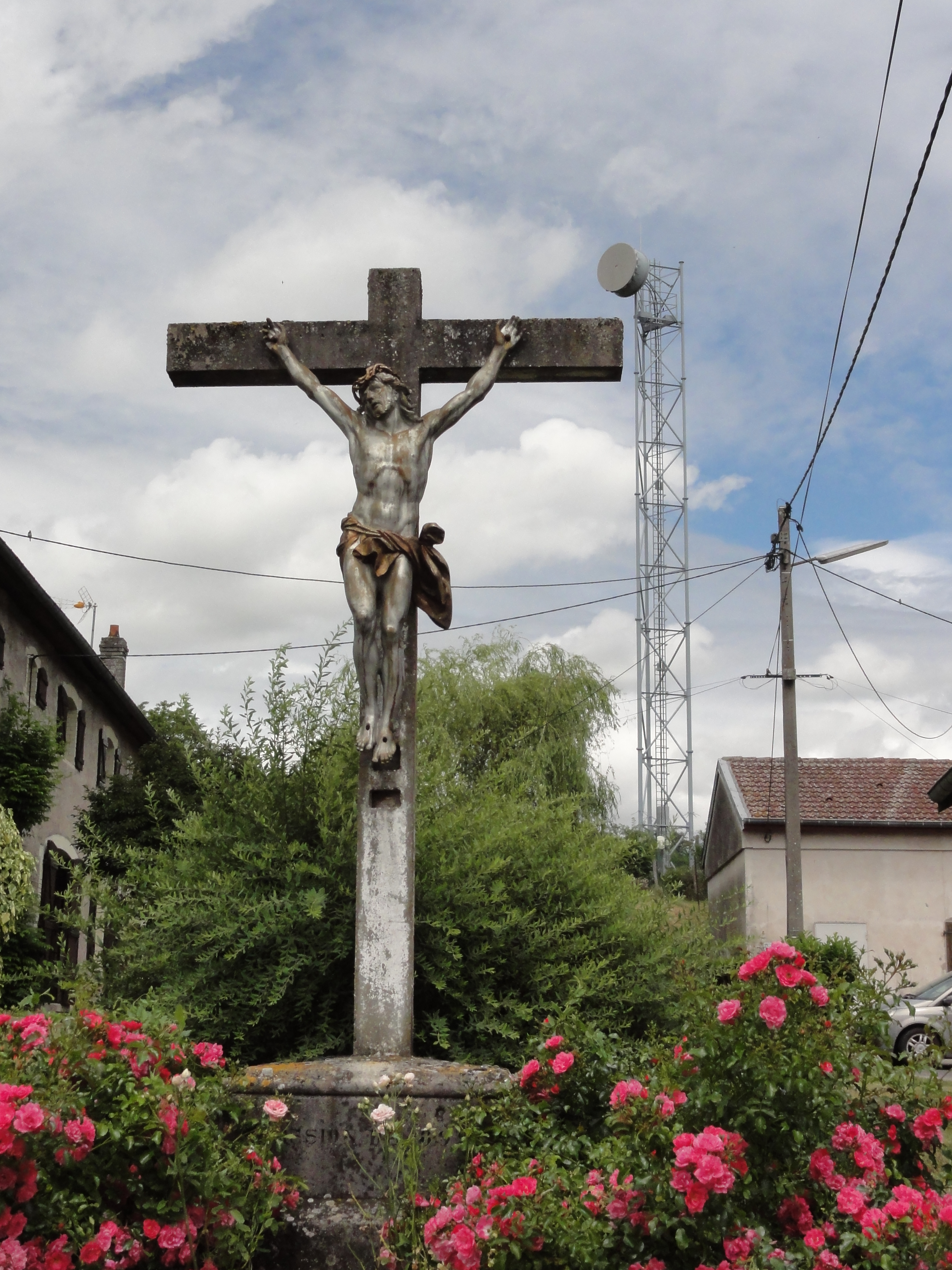
Croix de chemin.

### Héraldique, logotype et devise
| Blason de Mazerulles | Blason  | Écartelé en sautoir : aux 1er et 4e d'azur à la tête de licorne d'argent, aux 2e et 3e d'or à la rose de gueules.                                                                           |
| Blason de Mazerulles | Détails | Ce blason présente quelques ressemblances avec celui de Claude De Mazerulles, conseiller d'État auprès du duc de Lorraine au XVIIe siècle. Le statut officiel du blason reste à déterminer. |